# N85 (Frankrijk)
De N85 of Route nationale 85 is een nationale weg in het zuidoosten van Frankrijk. De weg volgt twee delen van de toeristische Route Napoléon. Het eerste deel van de weg loopt van Le Pont-de-Claix, ten zuiden van Grenoble, naar La Saulce, ten zuiden van Gap. Dit deel vervangt tijdelijk het ontbrekende deel van de A51, tussen Marseille en de Alpen.
Het tweede deel loopt van de A51 bij Château-Arnoux-Saint-Auban via Digne-les-Bains naar de N202 bij Barrême. Dit deel is 55 kilometer lang.

## Geschiedenis
Tot de aanleg van de latere N85 is in 1811 besloten door Napoleon Bonaparte, de keizer van Frankrijk. De weg was onderdeel van het netwerk van Routes impériales. De weg van Lyon naar Nice zou het nummer 103 krijgen.
Na de definitieve val van het Franse Keizerrijk, werden de Franse Routes impériales omgenummerd. De Route impériale 103 werd toen de Route royale 85 en later de Route nationale 85. De route werd ook ingekort tot Bourgoin-Jallieu - Cannes.
In 1870 werd het eindpunt van de weg verlegd van Cannes naar Cagnes-sur-Mer. Ruim honderd jaar later, in 1973 werd dit weer teruggedraaid. Het deel tussen Grasse en Cagnes werd overgedragen aan het departement en hernoemd tot D2085.
In 2006 werden alle delen van de N85 zonder belang voor het hoofdwegennet aan de departementen overgedragen. De overgedragen delen van de N85 kregen de volgende nummers:
- Isère: D1085 (tot Voreppe)
- Isère: D1075 (vanaf Voreppe)
- Hautes-Alpes: D1085
- Alpes-de-Haute-Provence: D4085
- Var: D4085
- Alpes-Maritimes: D6085 (tot Grasse)
- Alpes-Maritimes: D6185 (vanaf Grasse)

N1 · N2 · N3 · N4 · N5 · N6 · N7 · N9 · N10 · N11 · N12 · N13 · N14 · N15 · N17 · N19 · N19J · N20 · N21 · N22 · N24 · N25 · N27 · N28 · N31 · N33 · N34 · N36 · N37 · N41 · N42 · N43 · N44 · N47 · N49 · N51 · N52 · N57 · N58 · N59 · N61 · N61A · N65 · N66 · N67 · N70 · N77 · N79 · N80 · N82 · N83 · N85 · N86 · N87 · N88 · N89 · N90 · N94 · N98 · N100 · N102 · N104 · N105 · N106 · N109 · N112 · N113 · N116 · N118 · N118A · N118B · N122 · N123 · N124 · N125 · N126 · N129 · N134 · N135 · N136 · N137 · N138 · N141 · N142 · N145 · N147 · N149 · N150 · N151 · N154 · N157 · N158 · N159 · N162 · N164 · N165 · N166 · N171 · N174 · N175 · N176 · N182 · N184 · N186 · N186A · N186B · N188 · N191 · N192 · N201 · N202 · N205 · N209 · N216 · N221 · N224 · N225 · N227 · N230 · N237 · N244 · N248 · N249 · N250 · N254 · N265 · N274 · N282 · N296 · N301 · N303 · N306 · N314 · N315 · N316 · N320 · N324 · N330 · N337 · N338 · N346 · N353 · N356 · N363 · N385 · N388 · N401 · N406 · N410 · N416 · N425 · N431 · N440 · N441 · N444 · N446 · N449 · N481 · N486 · N488 · N489 · N520 · N524 · N532 · N537 · N542 · N543 · N568 · N569 · N572 · N580 · N814 · N844 · N1007 · N1012 · N1013 · N1014 · N1019 · N1021 · N1029 · N1031 · N1043 · N1050 · N1075 · N1083 · N1104 · N1113 · N1134 · N1135 · N1141 · N1154 · N1338 · N1547 · N1569 · N2028 · N2043 · N2057 · N2162 · N2249